# Андерсон, Эльда Эмма
Эльда Эмма Андерсон (англ. Elda Emma Anderson; 5 октября 1899 — 17 апреля 1961) — американская исследовательница в области медицины и физики. В 1929 году стала профессором физики в Колледже Милуоки-Даунер. Во время Второй мировой войны Андерсон работала на Манхэттенском проекте Принстонского университета и в Лос-Аламосской национальной лаборатории, где получила первый образец чистого урана-235. После войны увлеклась медицинской физикой, работала в Отделе медицинской физики в Ок-риджской лаборатории и основала профессиональную сертифицирующую организацию, American Board of Health Physics.

## Ранние годы
Эльда Эмма Андерсон родилась в городе Грин-Лейк в семье уроженца Висконсина Эдвина Андерсона и его жены Лены (урождённой Хеллер), эмигрантки из Германии. У пары было трое детей. С раннего детства Эльда любила цифры, однако сперва она хотела стать воспитательницей в детском саду, и лишь позже она заинтересовалась естественными науками, частично под влиянием старшей сестры, преподававшей химию. Семья поддерживала Эльду в выборе карьеры.
Андерсон получила диплом бакалавра искусств в Колледже Рипон в 1922 году, спустя два года — магистра искусств по физике в Висконсинском университете в Мадисоне. В 1924—1927 годах Андерсон преподавала и была деканом факультетов физики, химии и математики в двухгодичном колледже в Эстервиле в штате Айова. В 1929 году она устроилась на должность профессора физики в Колледже Милуоки-Даунер, в 1934 году став главой кафедры физики.

## Научный вклад
В 1941 году Андерсон защитила диссертацию в Висконсинском университете в Мадисоне, темой она избрала «Низкоэнергетические уровни в атомных спектрах семивалентного кобальта и восьмивалентного никеля». Сразу же после этого она временно покинула колледж, занявшись военными исследованиями, связанными с Манхэттенским проектом, в Принстонском университете. Вскоре ей предложили поработать в секретной Лос-Аламосской лаборатории, где Андерсон изучала деление ядра, в том числе временны́е задержки при поглощении и эмиссии нейтронов. В лаборатории ей зачастую приходилось работать по 16 часов в сутки. Андерсон приготовила первый в лаборатории чистый образец урана-235. Она жила в общежитии, где её назначили старшей из-за того, что почти все остальные женщины были младше неё. Она часто работала по ночам, одетая в необычный наряд для женщины того времени — джинсы и клетчатую рубашку.
После войны, в 1947 году, Андерсон вернулась к преподаванию в Милуоки-Даунер, однако после работы с атомным ядром её заинтересовало влияние радиации на здоровье. В 1949 году она перешла в новую для себя область — медицинскую физику. Андерсон устроилась в основанную за 5 лет до того Ок-Риджскую лабораторию в отдел медицинской физики, где стала первой главой отдела образования. На этом месте она работала над образовательными программами по медицинской физике, а также обучала и консультировала других людей. Студенты Андерсон отмечали её участливость и заботу, известно, что она неоднократно занимала им деньги.
Первый международный курс медицинской физики, прошедший в Стокгольме в 1955 году был организован Андерсон; она же занималась подготовкой аналогичных учебных программ в Бельгии в 1957 и в Мумбаи в 1958 годах. Она оказывала поддержку при основании общества медицинской физики, Health Physics Society в 1955 году, сперва став там временным, а затем и постоянным секретарём, а с 1959 по 1960 год возглавляла общество. В 1956 году Андерсон заболела лейкемией, однако не оставила работу. В 1960 она создала сертифицирующую медицинских физиков организацию, American Board of Health Physics. Также она помогала создать магистрскую программу по медицинской физике в Университете Вандербильта. Андерсон никогда не была в браке и не имела детей.

## Смерть и память
В 1956 году у Андерсон был обнаружен лейкоз, а позже — рак молочной железы, возможно, как следствие работы с радиоактивными материалами. Она умерла 17 апреля 1961 года. Андерсон похоронили в родном городе, множество изданий напечатали её некролог, несколько коллег и бывших учеников опубликовали свои воспоминания о ней. На ежегодном собрании членов Общества вручают награду имени Эльды Андерсон.

## Публикации
- Ph.D. Дипломная работа: Anderson, Elda E. (1941). Low Energy Levels in the Atomic Spectra of Cobalt VII and Nickel VIII. University of Wisconsin—Madison.
- Mack, J. E., & Anderson, E. E. (1944). A 21‐Foot Multiple Range Grazing Incidence Spectrograph. Review of Scientific Instruments. 15(2): 28-36.
- Anderson, E. E., Lavatelli, L. S., McDaniel, B. D., & Sutton, R. B. (1944). Boron cross sections for neutrons from 0.01 to 1000 eV. Atomic Energy Commission.
- Anderson, E. E., Lavatelli, L. S., McDaniel, B. D., & Sutton, R. B. (1944). MEASUREMENTS ON THE CROSS-SECTION OF 94 Pu-239 AS A FUNCTION OF NEUTRON ENERGY IN THE RANGE FROM 0.01 eV TO 3.0 eV (No. LA-91). Los Alamos Scientific Laboratory. New Mexico.
- Anderson, E. E., McDaniel, B. D., Sutton, R. B., & Lavatelli, L. S. (1945). ABSORPTION AND FISSION CROSS SECTIONS OF 94 Pu-239 IN THE NEUTRON ENERGY RANGE 0.01 eV TO 100 eV (No. LA-266). Los Alamos Scientific Laboratory. New Mexico.
- Sutton, R. B., McDaniel, B. D., Anderson, E. E., & Lavatelli, L. S. (1947). The Capture Cross Section of Boron for Neutrons of Energies from 0.01 eV to 1000 eV. Physical Review. 71(4): 272.
- McDaniel, B. D., Sutton, R. B., Lavatelli, L. S., & Anderson, E. E. (1947). The Absorption Cross Section of Gold for Neutrons of Energies from 0.01 to 0.3 eV. Physical Review. 72(8): 729.
- Sutton, R. B., T. Hall, E. E. Anderson, H. S. Bridge, J. W. DeWire, L. S. Lavatelli, E. A. Long, T. Snyder, and R. W. Williams. (1947). Scattering of Slow Neutrons by Ortho- and Parahydrogen. Physical Review. 72(12): 1147.
- Sutton, R. B., T. Hall, E. E. Anderson, H. S. Bridge, J. W. DeWire, L. S. Lavatelli, E. A. Long, T. Snyder, and R. W. Williams. (1947). Neutronography studies of NaH and NaD. Physical Review. 72: 1147-56.
- Anderson, Elda E. (1950). Manual on Radiological Protection for Civilian Defense (No. M-4514). Oak Ridge National Laboratory.
- Anderson, E. E. (1952). Units of radiation and radioactivity. Public Health Reports. 67(3): 293.
- Anderson, E. E. (1954). Education and Training of Health Physicists. Radiology. 62(1): 83-87.
- Lukens Jr, H. R., Anderson, E. E., & Beaufait Jr, L. J. (1954). Punched Card System for Radioisotopes. Analytical Chemistry. 26(4): 651—652.
- Kohl, J., Newacheck, R. L., & Anderson, E. E. (1955). Gaseous and Liquid Tracers for Underground Studies. In Proceedings. University of California.
- Kohl, J., Newacheck, R. L., & Anderson, E. E. (1955). Locating Casing Shoe Leaks with Radioactive Argon. Transactions of the American Institute of Mining and Metallurgical Engineers. 204(12): 213—216.
- Newacheck, R. L., Beaufait, L. J., & Anderson, E. E. (1957). Isotope Milker Supplies 137Ba from Parent 137Cs. Nucleonics. 15(5): 122.
- Beaufait Jr, L. J., Anderson, E. E., & Peterson, J. P. (1958). Development and Preparation of Set of Gamma Spectrometer Standards. Analytical Chemistry. 30(11): 1762—1764.
- Anderson, Elda E. (1959). Assignment report on training course for health physicists. Bombay, India. November-December 1958.
- Zumwalt, L. R., & Anderson, Elda E. (1960). Xe-133 Release Data Obtained to Date on Various Sample Fuel Bodies (No. GA-P-32-257). General Atomic Division. General Dynamics Corp. San Diego, CA.
- Anderson, E. E., Gethard, P. E., & Zumwalt, L. R. (October 1961). Use of the King Furnace in Fission-Product Retention Studies of Graphite Reactor Fuels. In Proceedings of the Second Conference on Nuclear Reactor Chemistry. Gatlinburg, Tennessee (pp. 171—192).
- Anderson, E. E., Gethard, P. E., & Zumwalt, L. R. (1962). Steady-State Release Fraction of Krypton and Xenon Fission Products at High Temperatures from (U, Th) C2-Graphite Fuel Matrix in Out-Of-Pile Experiments (No. GA-3211). General Atomic Div. General Dynamics Corp. San Diego, CA.
- Zumwalt, L. R., Anderson, E. E., & Gethard, P. E. (1962). Fission Product Retention Characteristics of Certain (Th, U) C2-Graphite Fuels. Proceedings. ANS Topical Meeting on Materials and Fuels for High-Temperature Nuclear Energy Applications. 11-13.
- Anderson, E. E., Wessman, G. L., & Zumwalt, L. R. (1962). Fission Product Trapping—Sorption of Cesium by Activated Charcoal. Nuclear Science and Engineering. 12(1): 106—110.
- Zumwalt, L. R., Gethard, P. E., & Anderson, E. E. (1963). Fission-Product Release from 'Single-Crystal' UC2 Particles. Transactions of the American Nuclear Society. 6(1): 132.
- Anderson, E. E., Gardner, J. O., Gethard, P. E., Goeddel, W. V., Hooker, J. R., Lonsdale, H. K., … & Zumwalt, L. R. (1963). Advanced, Graphite-Matrix, Dispersion-Type Fuel Systems. Annual Report. April 1, 1962 — March 31, 1963 (No. GA-4022;(Pt. 1)). General Atomic Division. General Dynamics Corp. San Diego, CA.
- Anderson, Elda E., & Zumwalt, L. R. (1964). The Diffusion of Barium in Simulated High-Temperature Graphite Fuel Elements. Transactions of the American Nuclear Society. (US). 7.